# Menticirrhus americanus
Menticirrhus americanus är en fiskart som först beskrevs av Carl von Linné 1758.  Menticirrhus americanus ingår i släktet Menticirrhus och familjen havsgösfiskar. Inga underarter finns listade i Catalogue of Life.